# Kamehameha V.
Kamehameha V. (vlastním jménem Lot Kapuāiwa; 11. prosinec 1830 – 11. prosinec 1872) byl v letech 1863 až 1872 pátým havajským králem a posledním z dynastie Kamehameha. Byl vnukem krále Kamehamehy I. ze stejnojmenné dynastie, i když byl synem jeho dcery Elizabeth Kīnaʻu. Jeho předchůdcem a mladším bratrem byl král Kamehameha IV.
Po nástupu na trůn odmítl Kamehameha V. potvrdit ústavu z roku 1852 a požadoval sepsání nové ústavy. A tak byl svolán ústavní konvent a vypracování nová ústava, která byla méně liberální než ústava předchozí. Tato ústava byla nakonec králem potvrzena a platila až do roku 1887. Jelikož neměl Kamehameha V. vlastního dědice, stala se následníkem trůnu jeho sestra Viktorie, která ale zemřela v roce 1866. Jelikož poté Kamehameha V. nejmenoval dalšího dědice trůnu, zůstalo království bez následníka.
Král Kamehameha V. zemřel 11. prosinec 1872 v den svých 42. narozenin. Jelikož nejmenoval dědice, byl nový panovník volen. Hlavními kandidáty byli jeho bratranci Charles Lunalilo a David Kalākaua. Králem byl nakonec zvolen liberálnější Lunalilo, který vládl ale pouze jeden rok a stejně jako Kamehameha V. nejmenoval, ani nezanechal dědice. Králem byl poté zvolen Kalākaua.